# Maienfeld
Maienfeld (rätoromanska Maiavilla) är en ort och kommun i regionen Landquart i kantonen Graubünden, Schweiz. Kommunen har 3 193 invånare (2023). Kommunen gränsar mot Liechtenstein och Österrike.
Maienfeld betecknas av historiska skäl som stad, med de första dokumenterade stadsprivilegierna från 1434.
Den ligger i landskapet Bündner Herrschaft i kantonens nordligaste del, på floden Rhens högra sida.  

## Språk
Det rätoromanska språket trängdes undan av tyska från 1300- till 1500-talet, främst genom inflyttning från lägre belägna delar av Rhendalen och området runt Bodensjön. 

## Religion
Maienfeld är protestantiskt efter att ha reformerats 1529.

## Näringar
Vinodling och gästgiveriverksamhet har sedan länge utgjort en väsentlig del av det lokala näringslivet, historiskt även kreaturshandel och hästavel. En stor del av de förvärvsarbetande pendlar ut, främst till Landquart och Chur.

## Kuriosa
Johanna Spyris skrev ungdomsböcker på 1800-talet och hennes böcker om Heidi utspelar sig till stor del i Maienfeld.